# 辻繁人
辻 繁人（つじ しげひと）とはOH!プロダクションに所属している日本の男性アニメーター。
生前の小松原一男の門下生であった。様々なアニメ作品に動画→原画・作画監督で参加しており、『しましまとらのしまじろう』、『マイマイ新子と千年の魔法』ではキャラクターデザインを担当している。

## 主な参加作品

### テレビアニメ
- ドラえもんシリーズ
  - ドラえもん (1979年のテレビアニメ) （1979年-2005年、原画）
  - ドラえもん (2005年のテレビアニメ) （2005年-、原画・「ドラドラMiniシアター」作画）
- 雲のように風のように （1990年、原画）
- ちびまる子ちゃん 第1期（1990年-1992年、原画）
- トラップ一家物語 （1991年、原画）
- しましまとらのしまじろう （1993年-2008年、キャラクターデザイン・作画監督）※つじしげひと名義
- スレイヤーズTRY （1997年、原画）
- あたしンち （2002年-2009年、原画）
- 無人惑星サヴァイヴ （2003年-2004年、原画）
- 白い恋人 （2006年、原画）
- ガールズ&パンツァー（2012年、原画）
- Gのレコンギスタ（2014年、原画）
- 若おかみは小学生!（2018年、作画監督）

### OVA
- ジャイアントロボ THE ANIMATION -地球が静止する日 （1992年-1998年、原画）

### 劇場アニメ
- となりのトトロ （1988年、動画）
- 火垂るの墓 （1988年、動画）
- ユンカース・カム・ヒア   (1995年、原画)
- ザ☆ドラえもんズ ムシムシぴょんぴょん大作戦! （1998年、原画）
- メトロポリス （2001年、作画監督補佐・原画）
- 映画あたしンち （2003年、原画）
- ドラえもん のび太のワンニャン時空伝 （2004年、原画）
- クレヨンしんちゃん 嵐を呼ぶ!夕陽のカスカベボーイズ （2004年、原画）
- にほんまんがえいがはったつし （2004年、キャラクターデザイン・作画監督・原画・共同監督）
- それいけ!アンパンマン ハピーの大冒険 （2005年、原画）
- 映画ドラえもん 新・のび太の宇宙開拓史（2009年、原画）
- マイマイ新子と千年の魔法 （2009年、キャラクターデザイン・総作画監督）
- クレヨンしんちゃん 嵐を呼ぶ黄金のスパイ大作戦 （2011年、原画）
- クレヨンしんちゃん 嵐を呼ぶ!オラと宇宙のプリンセス （2012年、原画）
- コードギアス 亡国のアキト 第1章「翼竜は舞い降りた」（2012年：作画監督・第2原画）
- SHORT PEACE「GAMBO」「武器よさらば」（2013年、作画、原画）
- クレヨンしんちゃん ガチンコ!逆襲のロボとーちゃん（2014年、原画）
- 夜は短し歩けよ乙女（2017年、原画）
- 夜明け告げるルーのうた（2017年、原画協力）
- 若おかみは小学生!  (2018年、原画)
- バースデー・ワンダーランド（2019年、原画）
- 天気の子 (2019年、原画)
- 映画ドラえもん のび太の新恐竜（2020年、作画監督補佐）
- 映画ドラえもん のび太の地球交響楽（2024年、原画）
- 映画ドラえもん のび太の絵世界物語（2025年、作画監督・原画）